# Christoph Niedersachsen
Christoph Niedersachsen ist der Funkrufname eines am Flughafen Hannover stationierten Rettungshubschraubers der DRF Luftrettung.

## Geschichte
Mit Indienststellung der Station im Jahr 1995 wurde ein Hubschrauber des Typs Bell 222 genutzt. Ein Jahr später erfolgte ein Wechsel zur MD 900. Seit 2010 wurde der moderne Hubschraubertyp Eurocopter EC 145 (BK 117 C-2) eingesetzt. Damals war es überwiegend die D-HDPP, die als Christoph Niedersachsen ihren Dienst tat. Mittlerweile fliegt diese regelmäßig als Christoph Dortmund. Ab dem 30. April 2018 wurde ein Airbus H 145 (BK 117 D-2) eingesetzt. Überwiegend wurde als Stammmaschine, die D-HDSO eingesetzt. Seit dem 25. Juni 2021 wird an der Station ein Airbus H145 (D-3) mit Fünfblattrotor eingesetzt. Vorteile gegenüber der H145 (D-2) mit Vierblattrotor sind eine etwas geringere Leermasse, ein gesteigerter Auftrieb sowie ein ruhigeres Flugverhalten. Die Maschine bietet damit bei gleicher Leistung eine um 150 kg höhere mögliche Nutzlast.

## Rettungszentrum
Der Hubschrauber wird vor allem für Intensivtransporte genutzt und bei Nichtverfügbarkeit anderer Rettungshubschrauber als nächstgelegener Hubschrauber zu Notfalleinsätzen alarmiert. Der Helikopter flog im Jahr 2018 951 Einsätze. Die Piloten werden von der DRF Luftrettung gestellt. Zum Einsatzgebiet gehört hauptsächlich ganz Niedersachsen, bzw. bei Primäreinsätzen überwiegend das Einsatzgebiet des RTH Christoph 4.